# Dermacentor marginatus
Espèce
Dermacentor marginatus est une espèce de tiques de la famille des Ixodidae, qui est vectrice de plusieurs maladies zoonotiques dont des rickettsioses ,,,, ce pourquoi cette tique est considérée comme posant des risques écoépidémiologiques et de santé publique particuliers pour l'Homme.

## Description

Dermacentor marginatus
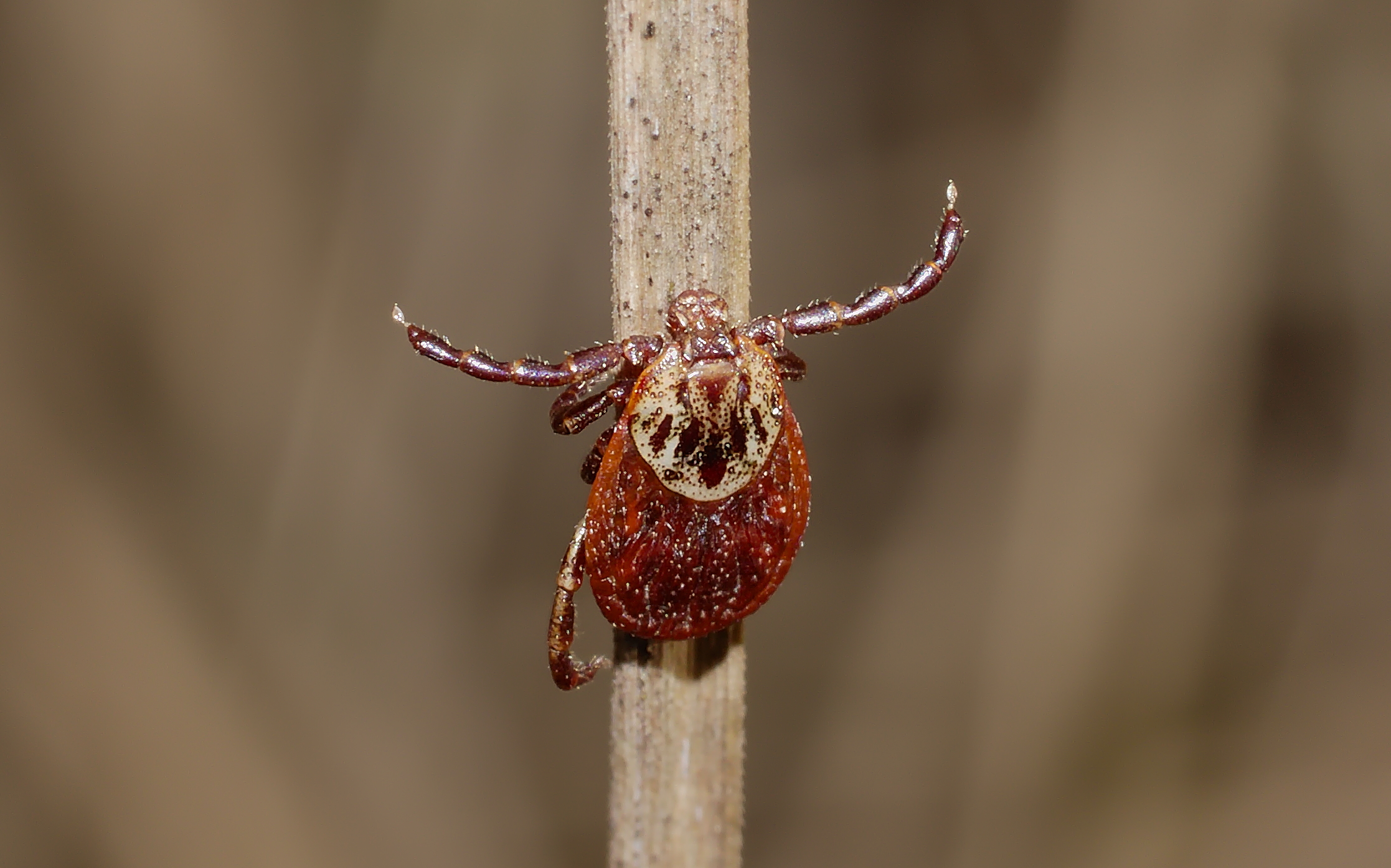
Femelle.
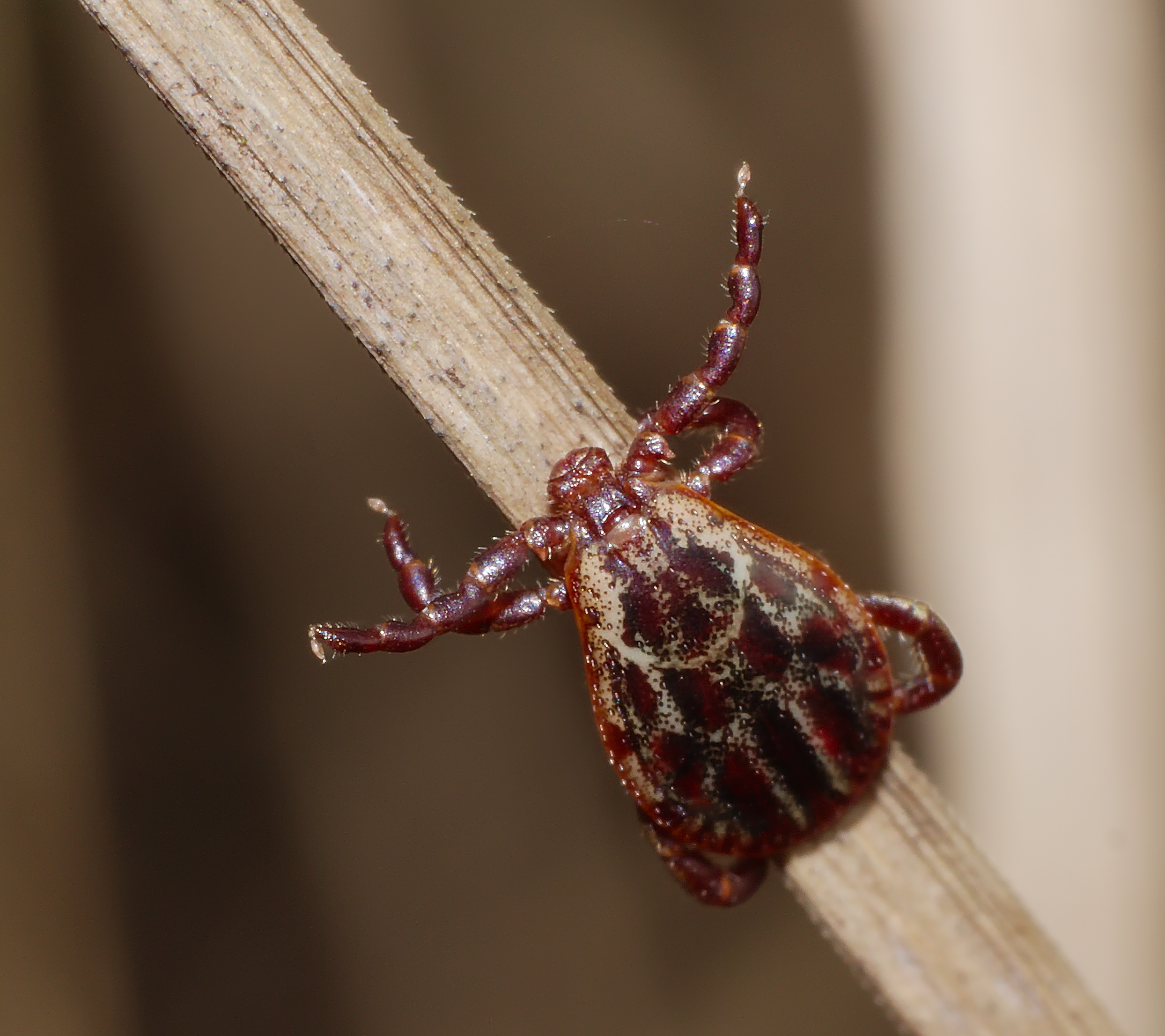
Mâle.
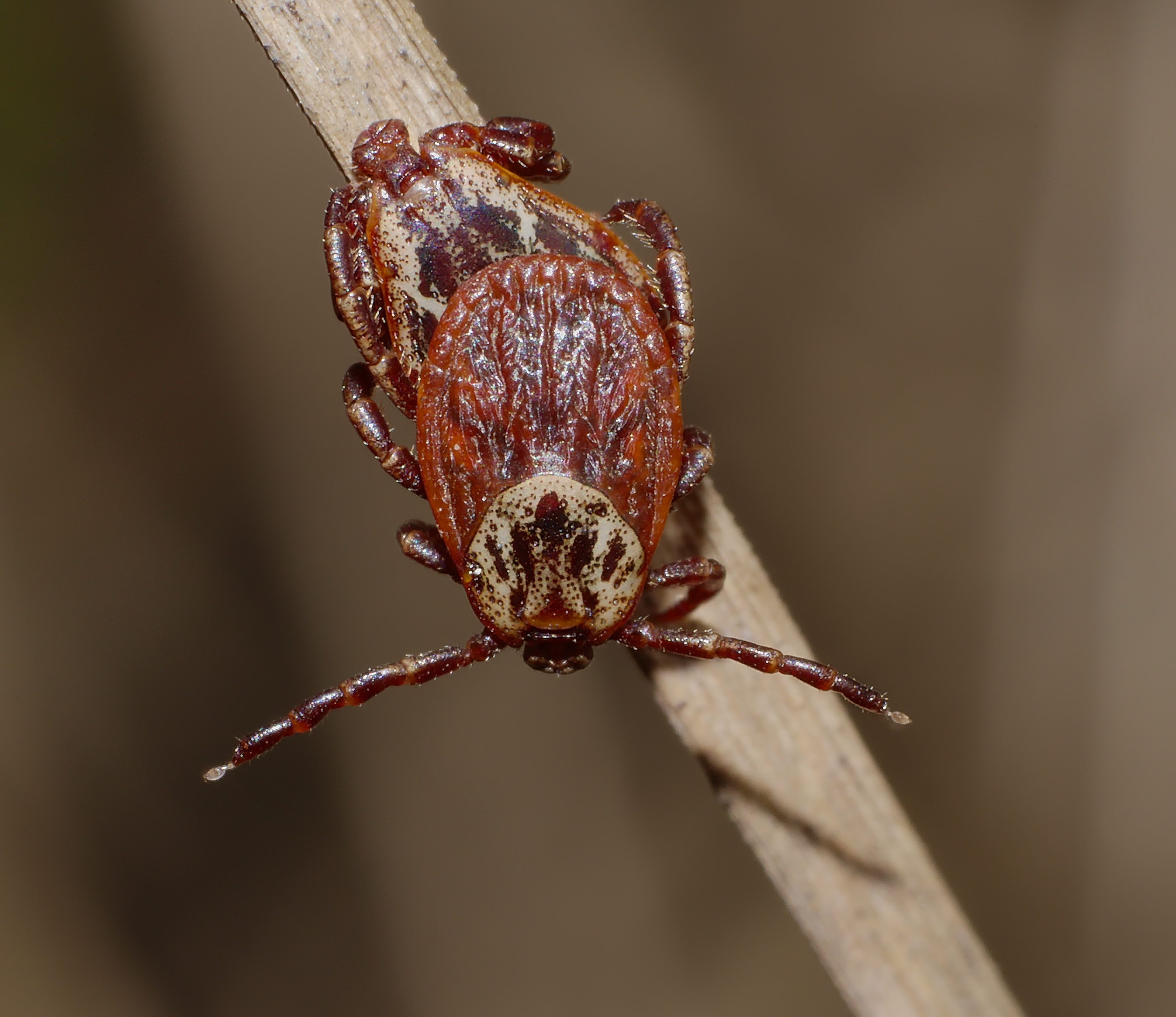
Accouplement.
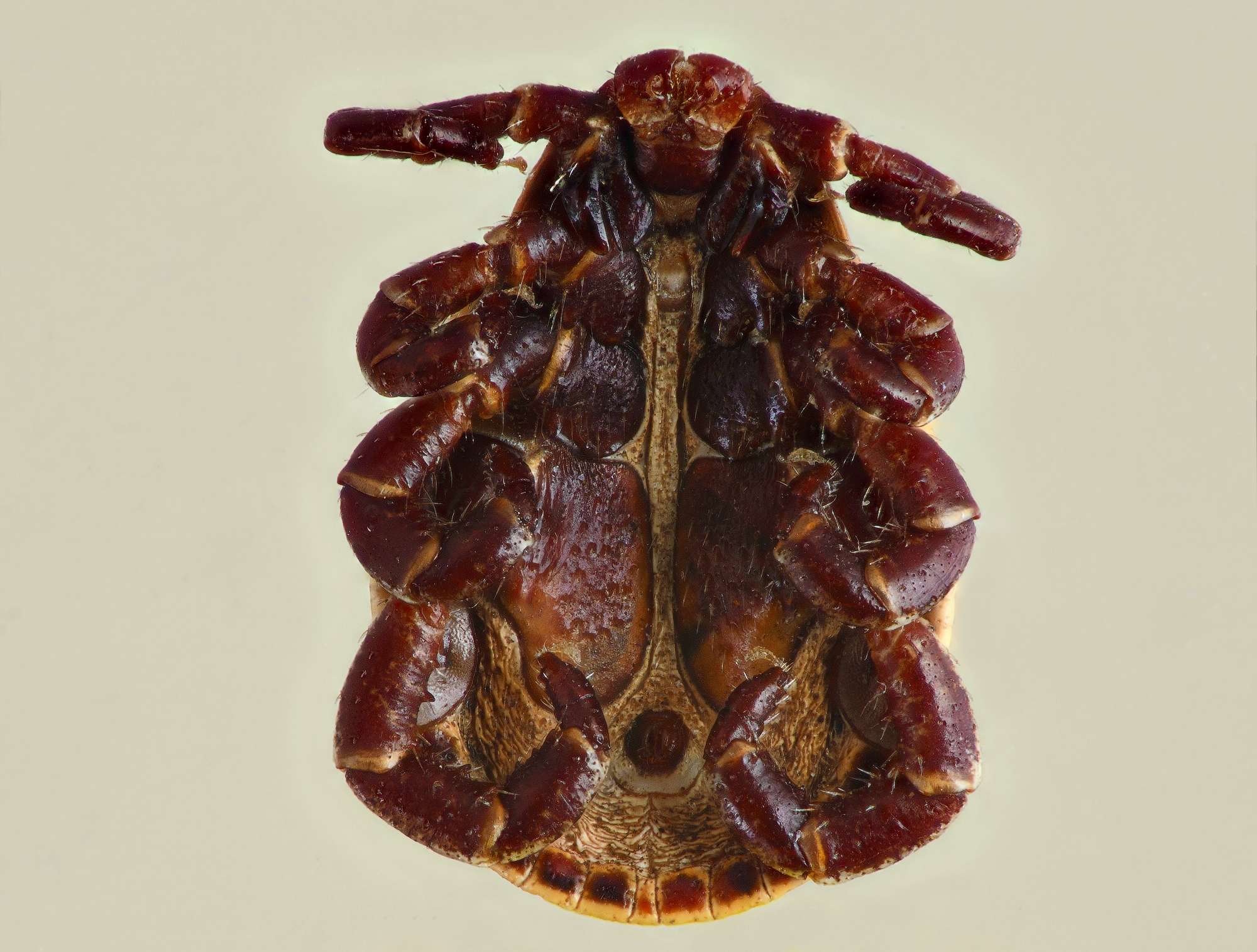
Dessous.
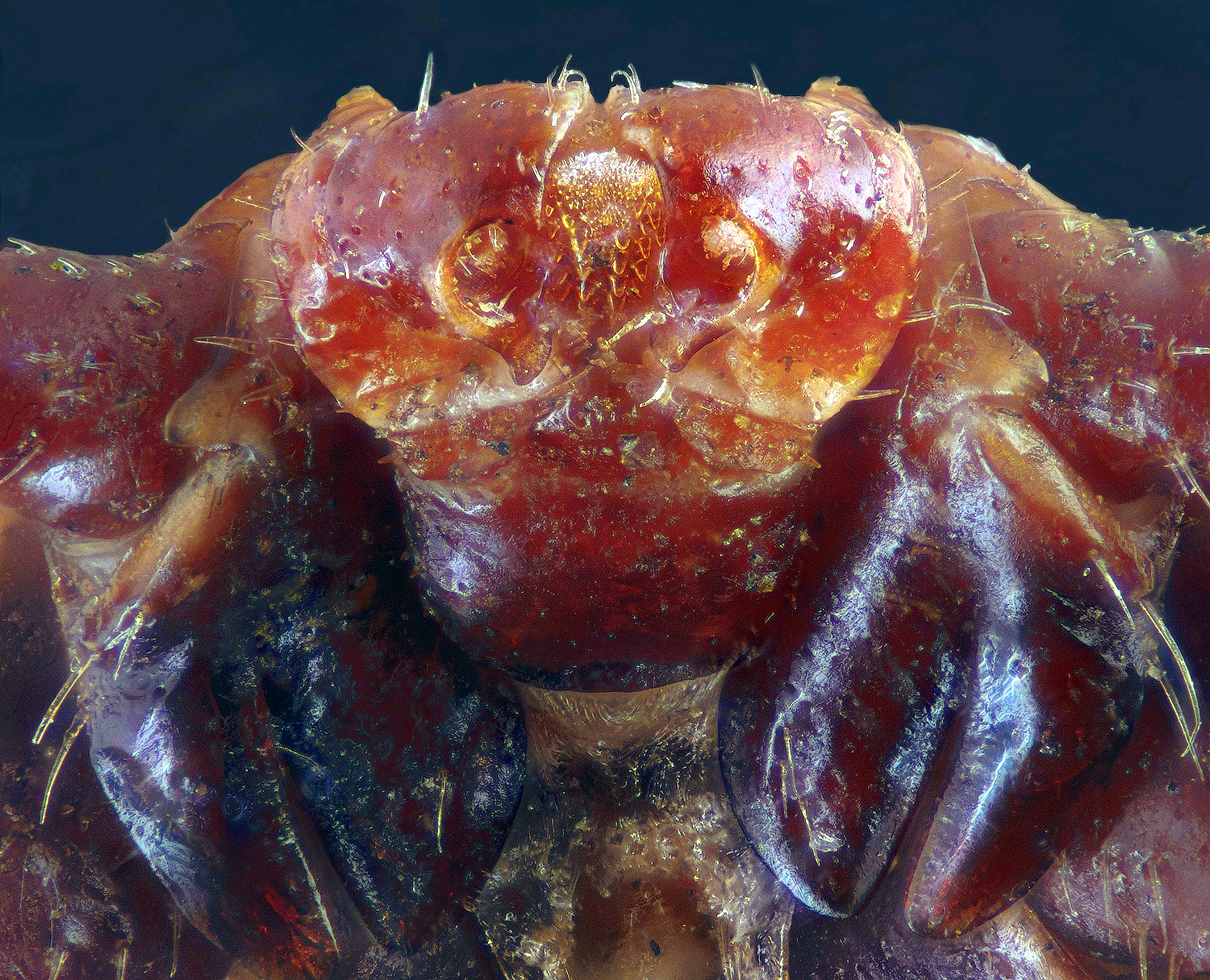
Tête.
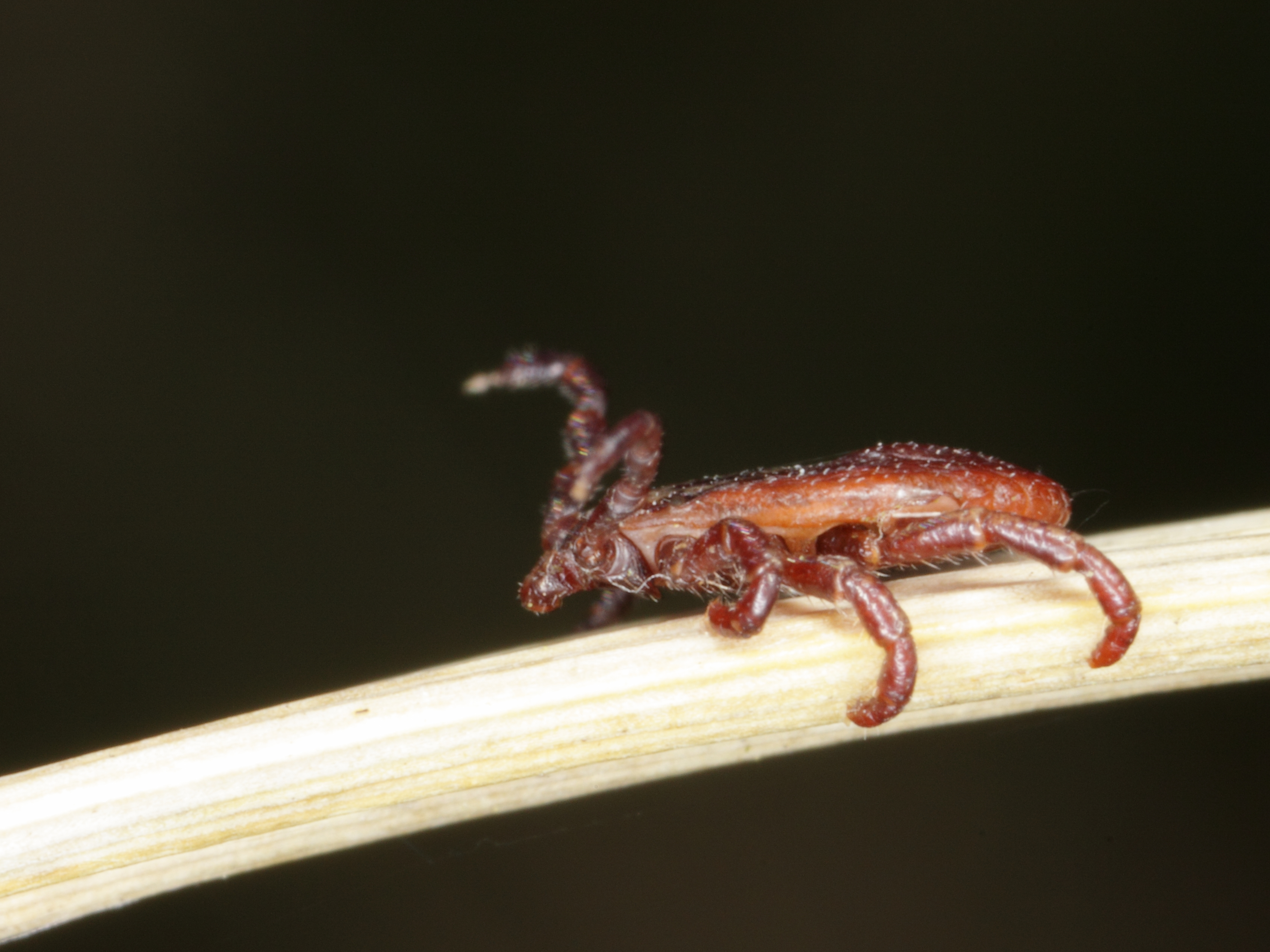
Profil.

## Habitat et répartition
D. marginatus est thermophile (c'est-à-dire qu'elle recherche les milieux chauds) vit sur le pourtour méditerranéen. Elle habite généralement les steppes, les steppes alpines, les steppes forestières et les zones semi-désertiques. L'espèce est répartie de l'Afrique du Nord à l'Europe centrale jusqu'en Iran, au Kazakhstan et dans les zones montagneuses d'Asie centrale. Elle est présente entre les latitudes du 33e et du 51e parallèle nord de l'ouest du Paléarctique,.
En France, elle peut être trouvée jusqu’à 1 000 m d’altitude sur tout le territoire, hormis en zones froides. C'est plutôt une espèce des milieux ouverts et secs : Poitou, Aquitaine, Midi-Pyrénées, Midi méditerranéen et Corse. 
Elle fait partie des espèces qui pourraient être favorisées par le réchauffement climatique qui lui permettrait de remonter vers le nord, mais aussi en altitude.

## Espèces hôtes
Les tiques adultes ont un large spectre d'hôtes et piquent occasionnellement les humains. Il semble que les principaux hôtes des adultes soient les moutons. Les autres hôtes domestiques sont les chiens, les vaches, les chèvres et les chevaux. Les animaux sauvages hôtes sont le cerf, le lièvre, le hérisson, le loup et le sanglier. Les larves et les nymphes se nourrissent principalement de petits mammifères, mais des oiseaux sont également cités comme hôtes.
Un animal comme le sanglier peut véhiculer cette tique sur plusieurs dizaines de km lors de ses déplacements.

## Cycle de vie
Le cycle de vie de D. marginatus comprend trois repas sanguins. Les femelles adultes engorgées en automne entrent en diapause et ne pondent leurs œufs qu'au printemps suivant, plus ou moins en même temps que les femelles engorgées au début du printemps. Les larves et les nymphes engorgées se développent directement vers le stade de vie suivant sans diapause, ce qui donne une génération complète de l'œuf à la tique adulte en un an. Ainsi, le développement de l'œuf à la tique adulte peut avoir lieu en une seule saison de végétation. Ce cycle complet annuel n'est pas possible au delà d'une limite nord correspondant au sud de l'Allemagne, le long du Rhin et du Main, où les températures sont suffisamment élevées pour cette tique thermophile.
Les tiques adultes sont actives au printemps et au début de l'été ainsi qu'en automne ; les nombres les plus élevés de D. marginatus signalés l'ont été en février et mars, ce qui coïncide avec le maximum de cas de maladies liées à cette espèce

## Vecteur de maladie
Lors d'une étude basée sur l'analyse du portage de rickettsies chez 70 tiques Dermacentor marginatus trouvées sur des sangliers et cochons d'élevage d'octobre et novembre 2000 dans le Sud de la France, le pathogène émergent Rickettsia slovaca a été identifié dans 11 tiques (15,7 % du total). De plus, cette étude a mis en évidence un nouveau génotype de Rickettsia (1,4% de l'échantillon) dont la pathogénicité doit encore être étudiée.
Également à titre d'exemple plusieurs souches de ricketsies responsables de la  "Rocky Mountain spotted fever" ont été détectées en Europe centrale et de l'Est chez D. marginatus  dès les années 1960.
Cette espèce est aussi susceptible de véhiculer des fièvres pourprées (maladie proche du typhus (dont en France et en Allemagne) ou encore la fièvre hémorragique de Crimée-Congo dans des régions où les changements environnementaux anthropiques ont pu favoriser l'expansion des tiques (constatée dans de nombreuses forêts et régions anthropisées).

## Classification
On s'est demandé si cette espèce pouvait se croiser avec une espèce morphologiquement proche Dermacentor reticulatus, mais des preuves génétiques et expérimentales (tentatives de croisements artificiels) ont à la fin conclu que non ; ces deux espèces sont bien deux entités taxonomiquement différentes.

### Synonymie
L'espèce a été initialement classée dans le genre Acarus sous le protonyme Acarus marginatus Sulzer, 1776.
Dermacentor marginatus a pour synonymes :
- Acarus marginatus Sulzer, 1776
- Cynorhaestes marginatus Schulze, 1929
- Dermacentor antrorum Reznik, 1950
- Dermacentor antrorum Santos Dias, 1963
- Dermacentor aulicus Roman & Jehl, 1948
- Dermacentor dentipes Koch, 1844
- Dermacentor gynaecoides Olenev, 1927
- Dermacentor lacteolus Schulze, 1933
- Dermacentor longicoxalis Olenev, 1927
- Dermacentor marginatus subsp. lacteolus Schulze, 1933
- Dermacentor marginatus subsp. longicoxalis Pomerantsev & Matikashvili, 1940
- Dermacentor marginatus subsp. rotundicoxalis Pomerantsev & Matikashvili, 1940
- Dermacentor marginatus Camicas et al., 1998
- Dermacentor parabolicus Koch, 1844
- Dermacentor reticulatus subsp. aulicus Hirst, 1916
- Dermacentor rotundicoxalis Olenev, 1927
- Dermacentor silvarum Olenev, 1931
- Dermacentor variatus Oudemans, 1936
- Haemaphysalis marmorata Berlese, 1888
- Ixodes hungaricus Karpelles, 1893
- Ixodes marginatus Fabricius, 1805
- Ixodes marmoratus Risso, 1826